# Darius Slayton
(en) Statistiques sur pro-football-reference
Darius Slayton, né le 12 janvier 1997 à Norcross (Géorgie), est un sportif professionnel américain de football américain jouant au poste de wide receiver dans la National Football League (NFL) pour la franchise des Giants de New York depuis la saison 2019.
Au niveau universitaire, il a joué trois sisons (2016-2018) pour les Tigers de l'université d'Auburn dans la NCAA Division I FBS.
Il est ensuite sélectionné lors du cinquième tour de la draft 2019 de la NFL par les Giants de New York.

## Biographie

### Jeunesse
Slayton intègre la Greater Atlanta Christian School et y joue au football américain au niveau lycéen (en).

### Carrière universitaire
Slayton intègre l'université d'Auburn où il joue pour les Tigers en NCAA Division I FBS.
Il ne joue pas en 2015 puisqu'il est sous statut redshirt, mais participe aux saisons 2016 à 2018.

### Carrière professionnelle
| Taille             | Poids          | Bras            | Main          | Sprint   | Sprint   | Sprint   | Shuttle 20 yards | 3 cones drill | Détente          | Détente             | Développé couché | Test Wonderlic |
| Taille             | Poids          | Bras            | Main          | 40 yards | 10 yards | 20 yards | Shuttle 20 yards | 3 cones drill | verticale        | horizontale         | Développé couché | Test Wonderlic |
| 1,85 m (6 ft 1 in) | 86 kg (190 lb) | 83 cm (32 ¾ in) | 25 cm (10 in) | 4,39 s   | -        | -        | 4,15 s           | 7 s           | 103 cm (40 ½ in) | 3,43 m (11 ft 3 in) | 11               | -              |

#### Draft
Slayton est sélectionné par la franchise des Giants de New York en 171e choix global lors du 5e tour de la draft 2019 de la NFL,.

#### Giants de New York
Slayton joue son premier match professionnel en 3e semaine de la saison 2019 contre les Buccaneers de Tampa Bay (victoire de 32 à 31). Il réceptionne trois passes du quarterback débutant Daniel Jones pour un gain cumulé de 82 yards. Lors de son troisième match contre les Vikings du Minnesota (défaite 10-28), il inscrit son premier touchdown au niveau professionnel qui est une réception de 35 yards. En huitième semaine contre les Lions de Détroit (défaite 26-31), Slayton inscrit deux touchdowns à la suite de deux réceptions pour un gain de 50 yards. En dixième semaine, lors de la défaite 27-34 contre les Jets de New York, Slayton réussit dix réceptions pour un gain cumulé de 121 yards et inscrit deux touchdowns.
À l'occasion du match du lundi disputé contre les Eagles de Philadelphie en 14e semaine, Slayton réussit cinq réceptions, toutes en première mi-temps, pour un gain cumulé de 154 yards. Il inscrit deux touchdowns malgré la défaite 17-23 en prolongation.
Slayton termine sa saison rookie avec un bilan de 48 réceptions pour un gain de 740 yards et huit touchdowns. Il est le meilleur receveur de son équipe au nombre de yards gagnés en réceptions sur la saison
Lors du premier match de la saison 2020 des Giants de New York joué à domicile contre les Steelers de Pittsburgh à l'occasion du Monday Night Football (défaite 26-16), Slayton réussit six réceptions pour un gain total de 102 yards et deux touchdowns. En 5e semaine contre les Cowboys, il enregistre huit réceptions pour un gain de 129 yards malgré la défaire 34 à 27. Il termine 2020 avec un bilan de 50 réceptions, 751 yards et 3 touchdowns.
Lors du match de la 2e semaine de la saison 2021 contre la Washington Football Team, Slayton totalise trois réceptions pour un gain cumulé de 54 yards et un touchdown. Il ne maîtrise pas le ballon qui tombe au sol (drop) alors qu'il se trouve dans la zone d'en-but dans le 4e quart temps. Il termine 2021 season avec 26 réceptions, 339 yards et deuxg touchdowns en réception en 13 mathchs joués dont 5 en tant que titulaire.
En 10e semaine de la saison 2022 lors de la victoire 24 à 16 contre les Texans, Slayton affiche une moyenne de 31,7 yards par réception, un record de carrière sur un match. Il inscrit également un touchdown de 54 yards et termine avec trois autres réceptions pour un gain de 95 yards et un touchdown. IL termine 2022 avec 46 réceptions, 724 yards et deux touchdowns en 16 matchs joués dont 11 en tant que titulaire.
Le 16 mars 2023, Slayton signe une extension de contrat de deux ans avec les Giants et termine la saison 2023 avec 50 réceptions pour 770 yards et quatre touchdowns
En 8e semaine de la saison 2024 contre les Steelers, Slayton réussit quatre réceptions, gagnant 108 yards malgré la défaire 18 à 26. Il termine la saison avec 39 réceptions pour 573 yards et deux touchdowns.
Le 10 mars 2025, Slayton signe une prolongation de contrat de trois ans pour un montant de 36 millions de dollars.

## Statistiques
| Année       | Équipe          | Statut      | MJ |     | Passes réceptionnées | Passes réceptionnées | Passes réceptionnées | Passes réceptionnées |       | Courses | Courses | Courses | Courses |
| Année       | Équipe          | Statut      | MJ | Nb. | Yards                | Moy.                 | TD                   | Nb.                  | Yards | Moy.    | TD      |         |         |
| 2016        | Tigers d'Auburn | Fr.         | 7  | 15  | 292                  | 19,5                 | 1                    | 0                    | 0     | 0       | 0       |         |         |
| 2017        | Tigers d'Auburn | So.         | 11 | 29  | 643                  | 22,2                 | 5                    | 0                    | 0     | 0       | 0       |         |         |
| 2018        | Tigers d'Auburn | Jr.         | 11 | 35  | 670                  | 19,1                 | 5                    | 0                    | 0     | 0       | 0       |         |         |
| Totaux NCAA | Totaux NCAA     | Totaux NCAA | 29 | 79  | 1 605                | 20,3                 | 11                   | 0                    | 0     | 0       | 0       |         |         |

| Année      | Équipe             | MJ |                 | Passes réceptionnées | Passes réceptionnées | Passes réceptionnées | Passes réceptionnées |                 | Courses         | Courses         | Courses | Courses |  | Fumbles | Fumbles |
| Année      | Équipe             | MJ | Nb.             | Yards                | Moy.                 | TD                   | Nb.                  | Yards           | Moy.            | TD              | Nb.     | Perdus  |  |         |         |
| 2019       | Giants de New York | 14 | 48              | 740                  | 15,4                 | 8                    | 0                    | 0               | 0,0             | 0               | 0       | 0       |  |         |         |
| 2020       | Giants de New York | 16 | 50              | 751                  | 15,0                 | 3                    | 2                    | -01             | -00,5           | 0               | 1       | 1       |  |         |         |
| 2021       | Giants de New York | 13 | 26              | 339                  | 13,0                 | 2                    | 1                    | -13             | -13,0           | 0               | 1       | 1       |  |         |         |
| 2022       | Giants de New York | 16 | 46              | 724                  | 15,7                 | 2                    | 0                    | 0               | 0,0             | 0               | 2       | 1       |  |         |         |
| 2023       | Giants de New York | 17 | 50              | 770                  | 15,4                 | 4                    | 0                    | 0               | 0,0             | 0               | 0       | 0       |  |         |         |
| 2024       | Giants de New York | 16 | 39              | 573                  | 14,7                 | 2                    | 2                    | 17              | 8,1             | 0               | 1       | 1       |  |         |         |
| 2025       | Giants de New York | ?  | Saison en cours | Saison en cours      | Saison en cours      | Saison en cours      | Saison en cours      | Saison en cours | Saison en cours | Saison en cours |         |         |  |         |         |
| Totaux NFL | Totaux NFL         | 92 | 259             | 3 897                | 15,0                 | 21                   | 3                    | 3               | 0,6             | 0               | 5       | 4       |  |         |         |

| Année | Équipe             | MJ |     | Passes réceptionnées | Passes réceptionnées | Passes réceptionnées | Passes réceptionnées |       | Courses | Courses | Courses | Courses |  | Fumbles | Fumbles |
| Année | Équipe             | MJ | Nb. | Yards                | Moy.                 | TD                   | Nb.                  | Yards | Moy.    | TD      | Nb.     | Perdus  |  |         |         |
| 2022  | Giants de New York | 2  | 5   | 92                   | 18,4                 | 0                    | 1                    | 3     | 3,0     | 0       | 0       | 0       |  |         |         |